# Whitewright
Whitewright város az USA Texas államában, Fannin és Grayson megyében. Lakosainak száma 1725 fő (2020. április 1.).

## Népesség
A település népességének változása:

| 2010 | 1 604 |
| 2020 | 1 725 |